# 矢立肇
矢立肇 (日语：／ Yatate Hajime) 是日昇企畫部的為了方便版權管理而使用的「集合筆名」。

## 來源
此名字出自古日本文學家松尾芭蕉的《奧之細道》中的「矢立の初め」。

## 用途
矢立肇經常出現在日昇（後今萬代南夢宮影像製作 ）所製作的動畫當中並且列為原作者，但是這並不是單一人。
在日昇的製作作品中，如是將原本就有漫畫等原作存在的作品所動畫化時，就不會使用矢立肇的原作名義（例：永井豪原作的『獅虎獸神』、柳瀨嵩原作的『科學小飛喵』）。
另外，即使像是『救難小英雄』或『偶像大師 XENOGLOSSIA』等當萬代南夢宮控股內在不同公司中存在角色設計等關聯權利，企劃和前期制作也全部會被視為日昇原創作品，即是會變成「原作：矢立肇」。
日昇原創作品中，像是『DT戰士』或『Code Geass 反叛的魯路修』等作品在某些特殊的權利關係，矢立肇不會出現在製作名單中。